# Tomosvaryella hispanica
Tomosvaryella hispanica är en tvåvingeart som beskrevs av De Meyer 1997. Tomosvaryella hispanica ingår i släktet Tomosvaryella och familjen ögonflugor. Inga underarter finns listade i Catalogue of Life.